# جان مایکل دو روبک
جان مایکل دو روبک (انگلیسی: John de Robeck; ۱۰ ژوئن ۱۸۶۲ – ۲۰ ژانویهٔ ۱۹۲۸) افسر نیروی دریایی پادشاهی بریتانیا بود. در سال‌های اولیه قرن بیستم، او به عنوان دریاسالار گشت‌ها خدمت کرد و فرماندهی چهار ناوگان ناوشکن را بر عهده داشت.
دی روبک در طول جنگ جهانی اول، فرماندهی نیروی دریایی متفقین در تنگه داردانل را بر عهده داشت. لشکرکشی او برای تصرف تنگه‌ها که در ۱۸ مارس ۱۹۱۵ آغاز شد، تقریباً موفقیت‌آمیز بود، زیرا توپخانه زمینی ترکیه تقریباً مهمات خود را تمام کرده بود. با این حال، مین‌های کار گذاشته شده در تنگه‌ها منجر به از دست رفتن سه ناو جنگی متفقین شد. لشکرکشی زمینی بعدی، مانند لشکرکشی دریایی، در نهایت با شکست مواجه شد و نیروهای زمینی در شب ۸ ژانویه ۱۹۱۶ توسط دی روبک از شبه جزیره گالیپولی خارج شدند. او به فرماندهی اسکادران سوم نبرد ناوگان بزرگ و سپس فرمانده اسکادران دوم نبرد ناوگان بزرگ منصوب شد.

پس از جنگ، دو روبک فرمانده کل ناوگان مدیترانه و کمیسر عالی بریتانیا در ترکیه و سپس فرمانده کل ناوگان اقیانوس اطلس شد.